# El Guásimo (Donoso)
El Guásimo è un comune (corregimiento) della Repubblica di Panama situato nel distretto di Donoso, provincia di Colón. Si estende su una superficie di 291 km² e conta una popolazione di 2.843 abitanti (censimento 2010).